# Rokosz

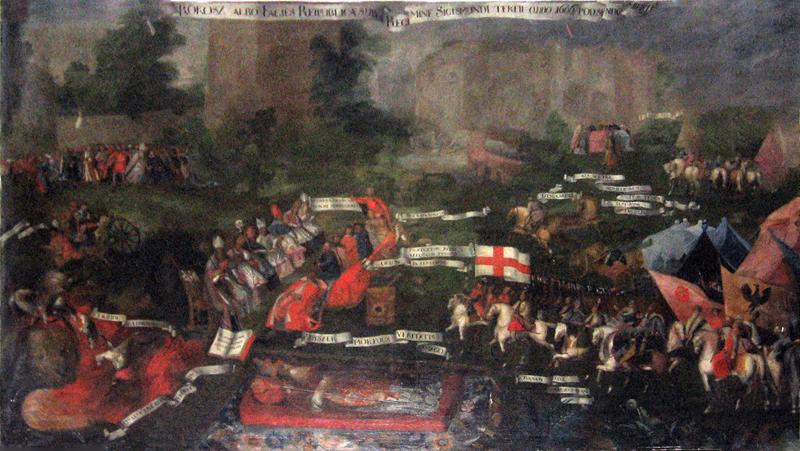
Rokosz sandomierski, XVII wiek

Rokosz – pierwotnie zjazd szlachty, później bunt, zbrojne powstanie szlachty (polskiej, bądź węgierskiej) przeciw królowi elektowi w celach politycznych. Rokoszem nazywana jest także konfederacja, skierowana przeciwko królowi.
Słynne historyczne rokosze to m.in. wojna kokosza, rokosz Zebrzydowskiego, rokosz Lubomirskiego i rokosz łowicki. Słowo pochodzi z węgierskiego od słowa „Rákos /rákos-mezei parlament” oznaczającego tłum.
Słowo węgierskie pochodzi z kolei od pola pod Pesztem, gdzie zbierała się konno szlachta węgierska w celu wyboru monarchy.
Prawo do występowania poddanych przeciwko władcy gwarantował artykuł de non praestanda oboedientia konfederacji warszawskiej w 1573 roku, wysnuty z przywileju mielnickiego z 1501, gdzie zapewniano senatorom prawo do uznania króla, który przekroczył swoje uprawnienia, za tyrana.